# Guitar
Guitar es un álbum del músico y compositor estadounidense Frank Zappa lanzado en 1995 como continuación de Shut Up 'n Play Yer Guitar de 1981; al igual que aquel contiene solos de guitarra extraídos de actuaciones en directo de Zappa entre 1979 y 1984. Le dio a Zappa su sexta nominación a un Grammy por Mejor actuación instrumental de rock.

## Historia y producción
Guitar se concibió como una caja recopilatoria de tres LP (como Shut Up 'n Play Yer Guitar), pero Zappa decidió, con este lanzamiento, que iba a comenzar a utilizar el CD como medio principal de sus lanzamientos. Por ello, fue el primer lanzamiento de Zappa en editarse simultáneamente en LP y CD. El doble CD, lanzado por Rykodisc en Estados Unidos y por Zappa Records en Europa, contiene un total de 32 pistas, mientras que el lanzamiento en LP sólo contiene 19 y fue lanzado por el sello de Zappa, Barking Pumpkin.   
Aparte de "Watermelon in Easter Hay" y "Sexual Harassment in the Workplace", todas las pistas son derivados de actuaciones de otras canciones, al igual que en Shut Up 'n Play Your Guitar. Se extrajeron solos de guitarra de "The Black Page", "Let's Move to Cleveland", "Drowning Witch", "Zoot Allures", "Whipping Post", "City of Tiny Lites", "Advance Romance", "Hot-Plate Heaven at the Green Hotel", "King Kong", "Easy Meat", "Ride My Face to Chicago", "Sharleena", "A Pound for a Brown on the Bus" e "Inca Roads".
Ediciones más largas de "But Who Was Fulcanelli?" y "For Duane" y una más corta de "Things That Look Like Meat" aparecen en la compilación de 1987 The Guitar World According to Frank Zappa.

## Lista de canciones
Todos los temas compuestos por Frank Zappa, excepto donde se indique lo contrario.

### Disco 1
1. "Sexual Harassment in the Workplace" – 3:42 (12 de diciembre de 1981)
2. "Which One Is It?" – 3:04 (26 de junio de 1982)
3. "Republicans" – 5:07
4. "Do Not Pass Go" – 3:36
5. "Chalk Pie" – 4:51 (7 de diciembre de 1981)
6. "In-A-Gadda-Stravinsky" – 2:50 (25 de noviembre de 1984)
7. "That's Not Really Reggae" – 3:17
8. "When No One Was No One" – 4:48
9. "Once Again, without the Net" – 3:43
10. "Outside Now (Solo original)" – 5:28
11. "Jim & Tammy's Upper Room" – 3:11
12. "Were We Ever Really Safe in San Antonio?" – 2:49
13. "That Ol' G Minor Thing Again" – 5:02
14. "Hotel Atlanta Incidentals" – 2:44 (25 de noviembre de 1984)
15. "That's Not Really a Shuffle" – 4:23 (11 de mayo de 1982)
16. "Move It or Park It" – 5:43
17. "Sunrise Redeemer" – 3:58

### Disco 2
1. "Variations on Sinister #3" – 5:15 (11 de agosto de 1984)
2. "Orrin Hatch on Skis" – 2:12 (30 de noviembre de 1984)
3. "But Who Was Fulcanelli?" – 2:48
4. "For Duane" – 3:24
5. "GOA" – 4:51
6. "Winos Do Not March" – 3:14
7. "Swans? What Swans?" – 4:23 (12 de diciembre de 1981)
8. "Too Ugly for Show Business" – 4:20 (10 de diciembre de 1981)
9. "Systems of Edges" – 5:32
10. "Do Not Try This at Home" – 3:46 (7 de julio de 1982)
11. "Things That Look Like Meat" – 6:57
12. "Watermelon in Easter Hay" – 4:02
13. "Canadian Customs" – 3:34 (18 de diciembre de 1984)
14. "Is That All There Is?" – 4:09 (22 de mayo de 1982)
15. "It Ain't Necessarily the Saint James Infirmary" (Gershwin, Gershwin, Heyward, Primrose) – 5:15 (8 de julio de 1982)

### Versión LP

#### Cara 1
1. "Sexual Harassment in the Workplace" – 3:42 (12 de diciembre de 1981)[2]
2. "Republicans" – 5:08 (10 de noviembre de 1984)
3. "Do Not Pass Go" – 3:37 (19 de junio de 1982)
4. "That's Not Really Reggae" – 3:17 (25 de septiembre de 1984)
5. "When No One Was No One" – 4:41 (21 de mayo de 1982)

#### Cara 2
1. "Once Again, without the Net" – 3:58 (20 de diciembre de 1984)
2. "Outside Now (Original Solo)" – 5:29 (31 de marzo de 1979)
3. "Jim & Tammy's Upper Room" – 3:11 (1 de junio de 1982)
4. "Were We Ever Really Safe in San Antonio?" – 2:50 (10 de diciembre de 1984)
5. "That Ol' G Minor Thing Again" – 4:39 (24 de junio de 1982)

#### Cara 3
1. "Move It or Park It" – 5:43 (11 de junio de 1982)
2. "Sunrise Redeemer" – 3:53 (30 de noviembre de 1984)
3. "But Who Was Fulcanelli?" – 2:58 (21 de mayo de 1982)
4. "For Duane" – 3:25 (25 de noviembre de 1984)
5. "GOA" – 4:46 (23 de noviembre de 1984)

#### Cara 4
1. "Winos Do Not March" – 3:14 (4 de diciembre de 1984)
2. "Systems of Edges" – 5:32 (27 de marzo de 1979)
3. "Things That Look Like Meat" – 6:55 (7 de diciembre de 1981)
4. "Watermelon in Easter Hay" – 4:00 (16 de agosto de 1984)

## Personal
- Frank Zappa - guitarra
- Ray White - guitarra
- Steve Vai - guitarra
- Tommy Mars - teclados
- Bobby Martin - teclados
- Ed Mann - percusión
- Scott Thunes - bajo
- Chad Wackerman - percusión
- Ike Willis - guitarra
- Alan Zavod - teclados
- Denny Walley - guitarra
- Warren Cuccurullo - guitarra
- Arthur Barrow - bajo
- Vinnie Colaiuta - percusión
- Peter Wolf - teclados